# Aethilla
Aethilla is een geslacht van vlinders van de familie dikkopjes (Hesperiidae), uit de onderfamilie Pyrginae.

## Soorten
- A. chiapa Freeman, 1969
- A. echina Hewitson, 1870
- A. eleusinia Hewitson, 1868
- A. epicra Hewitson, 1870
- A. gigas (Mabille, 1877)
- A. later (Mabille, 1891)
- A. lavochrea Butler, 1874
- A. melas Plötz, 1882
- A. memmius Butler, 1876